# Andrea Chénier
Andrea Chénier és una òpera italiana verista en quatre actes composta per Umberto Giordano sobre un llibret escrit per Luigi Illica. Va ser estrenada a la Scala de Milà el 28 de març de 1896.
L'òpera conté àries que s'han fet populars, incloent-hi les de tenor Un dì all'azzurro spazio, Si, fui soldato i Come un bel dì di maggio, i la més coneguda per a soprano La mamma morta.
El fins llavors gairebé desconegut Giordano va compondre Andrea Chénier als vint-i-set anys; després de l'estrena, era ja un home cèlebre, i ho va seguir sent fins a la seva mort, tot i que (igual que Mascagni i Leoncavallo) no va tenir un altre èxit igual. És, per tant, la seva obra més popular i una de les habituals en el repertori de molts teatres. L'òpera té una gran quantitat de pàgines memorables amb gran nombre d'àries i duos famosos. Amb la intenció de donar realisme a l'obra hi ha una gran quantitat de personatges secundaris, molt típic de les obres veristes.
Està basada en la vida del poeta francès André Chénier (1762-1794), executat durant la Revolució Francesa. És una òpera sobre la revolució, sobre la lluita pels ideals, sobre l'únic sentiment que pot salvar el món: l'amor. La història comença el 1789 en un esplèndid jardí de París en què Chénier s'enamora de la bella aristòcrata Maddalena. Sis anys després, Maddalena ho ha perdut tot i París s'ha convertit en una ciutat consumida per la sospita i la por. Condemnat per un pretendent rival, el revolucionari Gérard, la parella es reuneix per enfrontar-se al salvatge «judici revolucionari».

## Origen i context

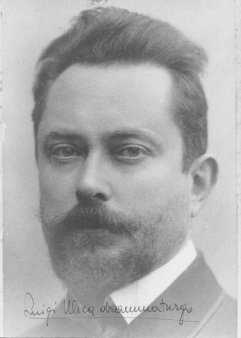
Luigi Illica, autor del llibret

Luigi Illica, autor del llibret, va prendre com a punt de partida central al poeta idealista i prerevolucionari André Chénier (1762-1794), personatge real que va escriure una interessant obra literària a cavall del Neoclassicisme i el primer Romanticisme, i que va morir a la guillotina al final del període del terror, el 25 de juliol del 1794, molt poc abans de la caiguda de Robespierre, per haver denunciat els excessos d'una revolució que inicialment havia tingut totes les seves simpaties. Això el convertiria en un veritable mite preromàntic. La imatge que ens ha arribat és manipulada a consciència per l'acció d'una mitificació, en bona part per culpa d'aquesta òpera.
Sembla que André Chénier va néixer a la mítica Constantinoble, de mare grega. El seu pare s'hi havia instal·lat com a representant d'una casa de teixits de Marsella. La mare, Elisabeth Santi-Lomaca, d'origen familiar confús, sembla que pertanyia a una família catalana, del Roselló. Quan André tenia tres anys, la família es va veure forçada a tornar a França per culpa d'un mal moment econòmic que va fins i tot va provocar que la família s'hagués de dispersar, i André va créixer amb la seva tieta a Carcassona, lluny dels pares. Als onze anys es trasllada a París per viure amb la seva mare, moment en què rep una bona formació. Diplomàtic a Londres, quan va retornar a França fou un revolucionari fogós i finalment poeta. Després d'esclatar la revolució, el poeta es va sentir atret per la causa, però va començar a canviar d'opinió després de l'execució de Lluís XVI. Acusat de traïdor, va ser, com molts altres crítics a la Revolució, guillotinat el 28 de juliol de 1794. I això malgrat que era germà d'un dels seus més significats dirigents, el també poeta Maire-Joseph. De fet, ningú va saber que s'havia guillotinat a un poeta, ja que en vida només va veure publicats dos poemes. No va ser fins al 1819 que es van començar a publicar els seus poemes conservats manuscrits.

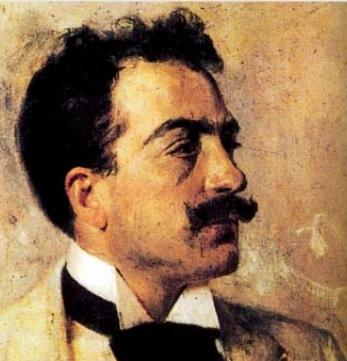
Umberto Giordano

A Illica li va interessar el tema per a una òpera, i es va oferir a Alberto Franchetti per escriure el llibret. Franchetti estava en aquell moment al cim de la seva breu i afortunada carrera, acabava d'estrenar amb molt èxit Asrael i Cristoforo Colombo a La Scala. En canvi, Giordano acabava de sortir d'un rotund fracàs de la seva segona òpera Regina Diaz, que li havia ocasionat la pèrdua del suport econòmic del seu mentor, l'editor Sonzogno. El seu futur com a músic era incert. L'abril de 1984, Franchetti, que estava a Nàpols per representar Fior d'Alpe, va coincidir amb Giordano i Illica. El mateix Giordano explicarà més tard que «Franchetti sembla interessar-se per la meva situació, i en un moment d'altruisme, m'ofereix i cedeix el llibret de Chénier que Ilica s'havia compromès a escriure per ell». Giordano al principi dubta, però després accepta.

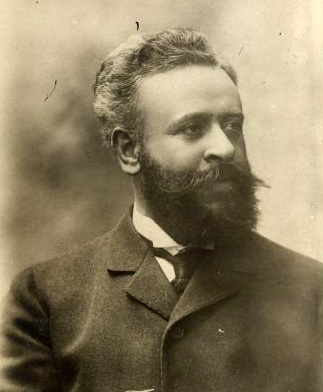
Alberto Franchetti, compositor que va cedir el llibret a Giordano

Franchetti també va convèncer el reticent Sonzogno perquè la financés. El juliol, després d'haver llegit la primera redacció del llibret, Sonzongo decideix donar el seu consentiment. Començar a treballar amb Illica era un pas molt important en la seva carrera i el músic es trasllada a Milà per treballar estretament amb el llibretista. Illica, que juntament amb Giuseppe Giacosa estava confeccionant el llibret de La bohème i amb el que, després, també escriurien els de Tosca i Madama Butterfly, al principi es va mostrar reticent a col·laborar amb Giordano posant com a excusa la seva feina. Un cop s'hi va posar, va transformar la història política de l'original en una més «viable» d'amor i política, assegurant sens dubte així l'èxit futur de la peça. Bons i dolents, pobres i rics, l'antic règim i la revolució, amors impossibles per encreuaments d'ideologia política. Aquesta va ser la clau, el codi per engreixar les emocions.

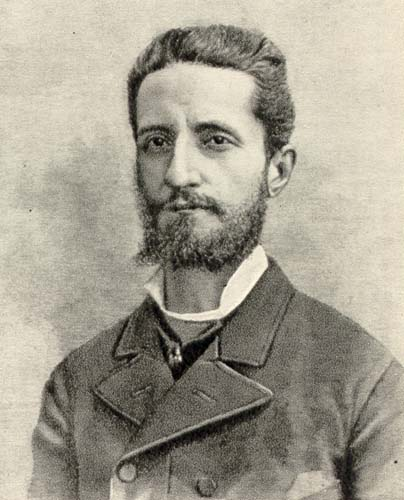
Giulio Ricordi, que conduïa la casa Ricordi

Sonzogno era la competència de Ricordi, i, com aquest, tenia els seus acòlits. De poc li van servir en aquesta ocasió, ja que els de Ricordi li van guanyar el pols el dia de l'estrena d'Andrea Chenier, dos anys després: la funció, a La Scala milanesa, va ser sonorament escridassada. Per cert, l'obra no s'hauria estrenat si un altre amic de Giordano, Pietro Mascagni, no hagués intercedit davant Sonzogno, que s'havia tornat a fer enrere poc abans de la primera data programada. Andrea Chenier acaba sent, doncs, un producte dels amics de Giordano; la seva òpera més famosa no hauria vist la llum sense ells.
El text d'Illica ens presenta un Chénier tòpic i fabulat, que conté llicències molt evidents, com la de situar al poeta a França en el primer acte, pocs dies abans de la presa de la Bastilla, és a dir el juliol de 1789, quan en realitat estava a Anglaterra. Recull la personalitat noble i generosa del protagonista i el seu tràgic final, però crea, a més, una trama literària que vol donar una imatge convincent del clima i el context dels darrers anys de la Revolució Francesa. Al costat dels sentiments apassionats i nobles dels dos protagonistes principals -el sensible i generós poeta Andrea Chénier, la delicada i vulnerable Maddalena de Coigny, jove noble que l'estima i el segueix al suplici-, és un encert la figura interessant de Carlo Gérard, antic majordom de la família de Maddalena, que ha esdevingut un dels homes forts de Robespierre, però que és capaç de sentir pietat i conserva el sentit de la justícia, i que finalment intenta salvar els que havia considerat enemics de classe. Un altre protagonista, encara, és el poble francès, que intervé en els esdeveniments històrics que es narren, que l'òpera fa reviure en els cants patriòtics i revolucionaris del cor.

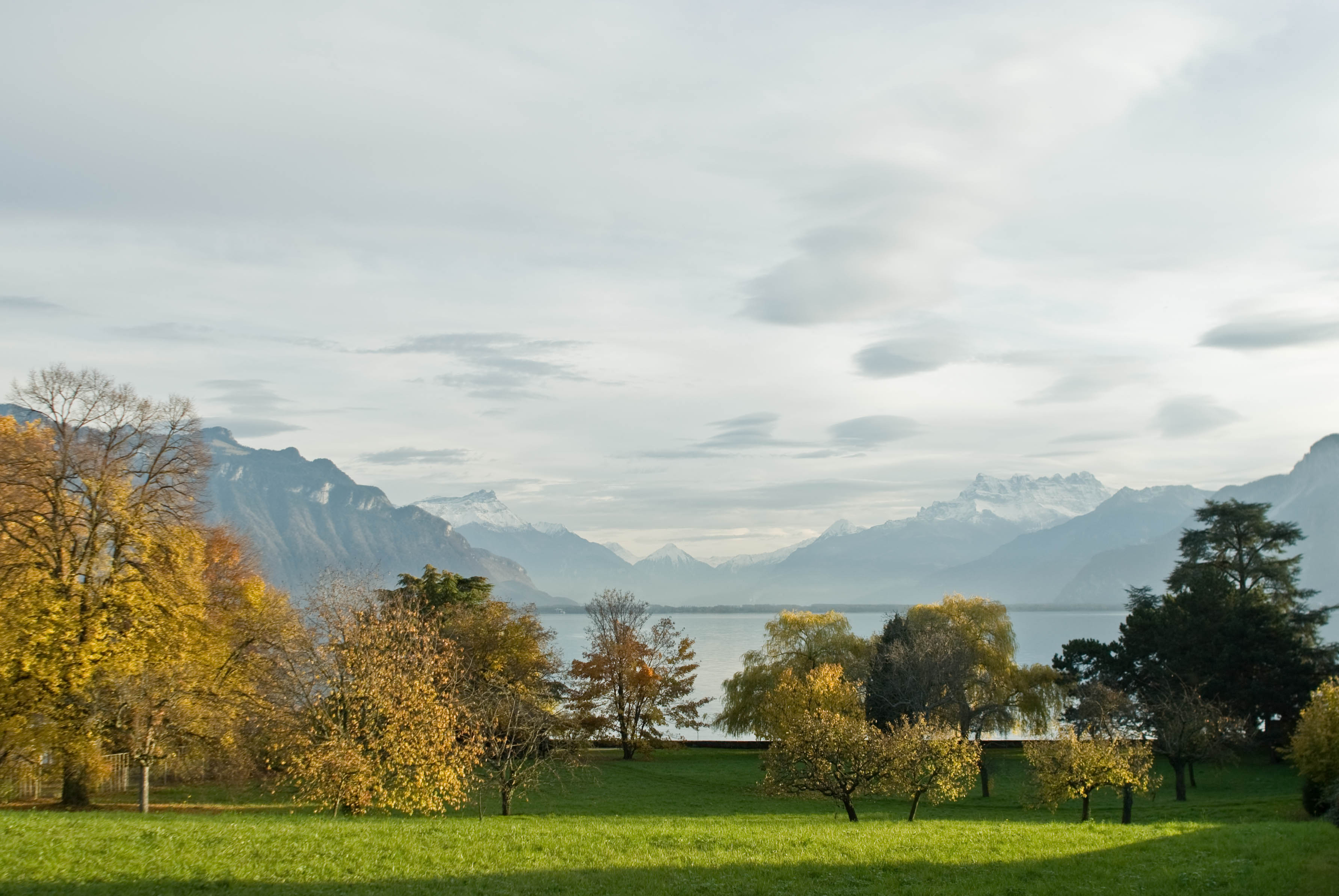
El llac Léman des de La Tour-de-Peilz, on Giordano va compondre els dos primers actes

Giordano va treballar en l'òpera durant dos anys (enrere quedaven els temps en què una òpera s'escrivia en dos mesos), encara que no sempre a Milà. Els dos primers actes els va compondre a La Tour-de-Peilz, a Suïssa, entre la primavera i l'hivern de 1984. El 15 d'abril va escriure una carta al seu pare des de Vevey on li deia que havia arribat allà per trobar-se amb Jules Massenet, amb l'esperança de fer-li escoltar l'òpera. El desembre va conèixer a Saint-Saëns a La Scala, teatre on el compositor francès estrenava Henri VIII, i es va sorprendre de què fos tant jove, segons explica en una carta a Illica.
El 27 de gener de 1896 l'òpera estava acabada. Dos mesos després, el 28 de març, es va estrenar a La Scala tot i que a última hora Sonzogno va voler retirar-la per irrepresentable, però l'enèrgica intervenció de Mascagni es va imposar.

## Representacions

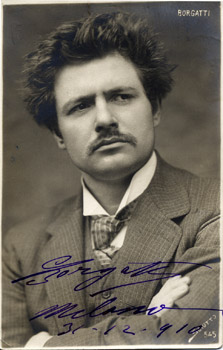
Giuseppe Borgatti, el primer Chénier

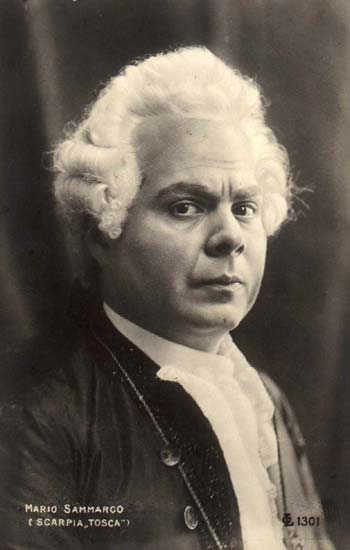
Mario Sammarco, el primer Gérard

Andrea Chénier es va estrenar a la Scala de Milà el 28 de març de 1896. Un any després es va presentar Hamburg, dirigida per Gustav Mahler i al Teatre Nacional de Praga. Va obtenir l'aprovació unànime de tant del públic com de la crítica i va restablir de forma sobtada el precari equilibri econòmic i professional de l'autor.
Dos dies després de l'estrena, Giulio Ricordi, desitjós de trobar un rival que fos capaç de competir amb Mascagni i Leoncavallo -operistes vinculats a Sonzogno-, va proposar a Giordano un contracte per a una propera òpera. Sonzogno no es va deixar sorprendre i, al seu torn, va oferir al jove triomfador un contracte amb clàusules summament avantatjoses.
Durant la primera meitat del segle xx va ser produïda amb certa freqüència i va entrar en el repertori operístic estàndard. Una de les raons que va contribuir a la seva popularitat va ser l'esplèndida música del tenor principal, que proveeix per a un cantant amb talent moltes oportunitats per lluir-se en escena. Franco Corelli potser va ser l'intèrpret més conegut del personatge de Chénier en aquesta època. Mario del Monaco, el Plácido Domingo i Josep Carreras van aplanar després aquest mateix camí.

## Enregistraments
| Any  | Elenc (Andrea Chénier, Maddalena di Coigny, Carlo Gérard, Contessa di Coigny, Bersi, Roucher) | Director              | Segell    |
| ---- | --------------------------------------------------------------------------------------------- | --------------------- | --------- |
| 1941 | Beniamino Gigli, Maria Caniglia, Gino Bechi, Giulietta Simionato, Maria Huder, Italo Tajo     | Oliviero De Fabritiis |           |
| 1955 | Mario Del Monaco, Maria Callas, Aldo Protti, Maria Amadini, Silvana Zanolli, Enrico Campi     | Antonino Votto        | EMI       |
| 1976 | Placido Domingo, Renata Scotto, Sherrill Milnes, Jean Kraft, Maria Ewing, Allan Monk          | James Levine          | BMG       |
| 2005 | Fabio Armiliato, Daniela Dessì, Carlo Guelfi, Rossana Rinaldi, Viorica Cortez, Enzo Capuano   | Vjekoslav Sutej       | Universal |